# خمیر فیلو

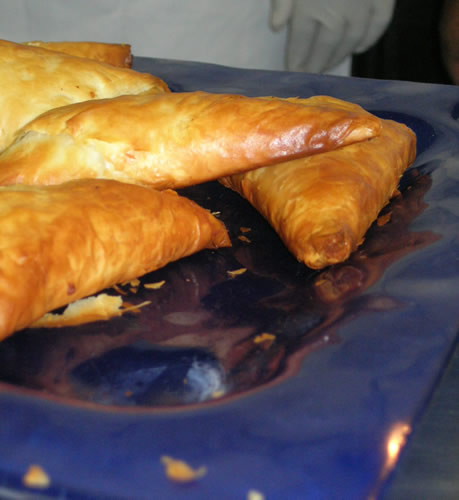
شیرینی مثلثی با استفاده از خمیر فیلو

خمیر فیلو (Filo یا phyllo) که یوفکا (yufka) و خمیر تراشه‌ای هم نامیده می‌شود، نوعی خمیر نازک و کاغذ مانند است که برای ساخت شیرینی در آشپزی خاورمیانه‌ای و بالکان استفاده می‌شود. این خمیر، پایه انواع باقلوا است.
خمیر فیلو خمیری است که مایه خمیر یا بیکینگ پودر ندارد و لازم نیست که پف کند. چیزی که مهم است تردی و نازکی این خمیر است و هنگام پخت در فر یا سرخ کردن ترد می‌شود. این خمیر در اصل روی ساج نیم‌پز می‌شود و نوع اصلی ان به قدری نازک باز می‌شود که از این سوی خمیر ان طرفش پیداست. برای باز کردن خمیر یوفکا به صورت بسیار نازک از نشاسته ذرت استفاده می‌شود. البته از نشاسته ذرت برای نازک کردن تمام خمیرهایی که می‌خواهیم بسیار نازک شوند نیز می‌توان استفاده کرد. کار با خمیر یوفکا تنوع زیادی دارد. از انواع پیش‌غذاها گرفته تا انواع شیرینی‌ها حتی تهیه سمبوسه و پیراشکی هم با این خمیر تهیه می‌شود.